# Azalee

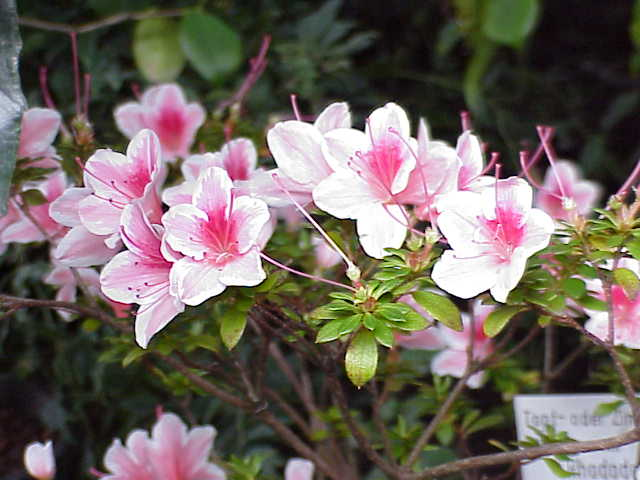
Rhododendron-Simsii-Hybride

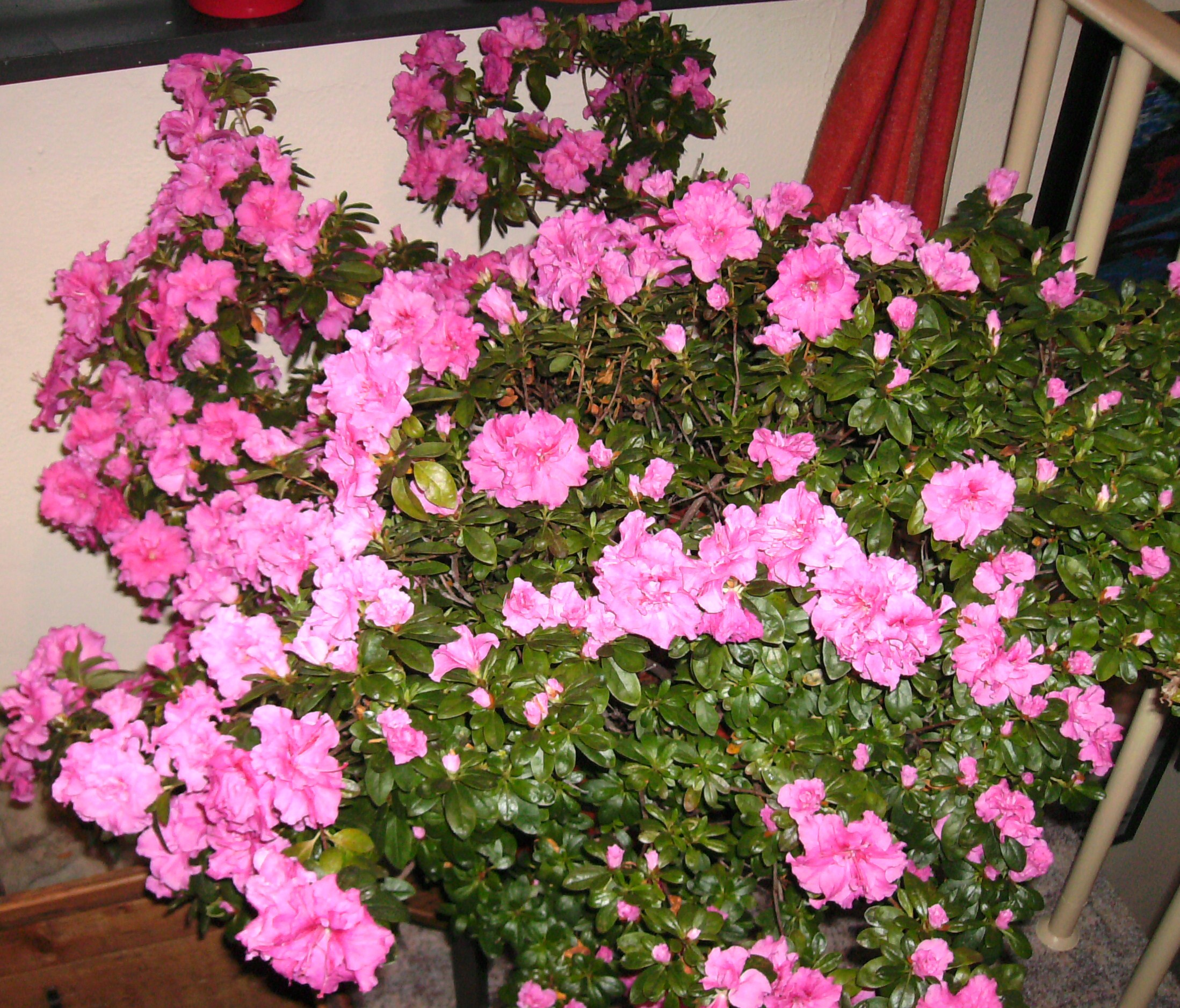
Zimmerazalee (im Dezember blühend)

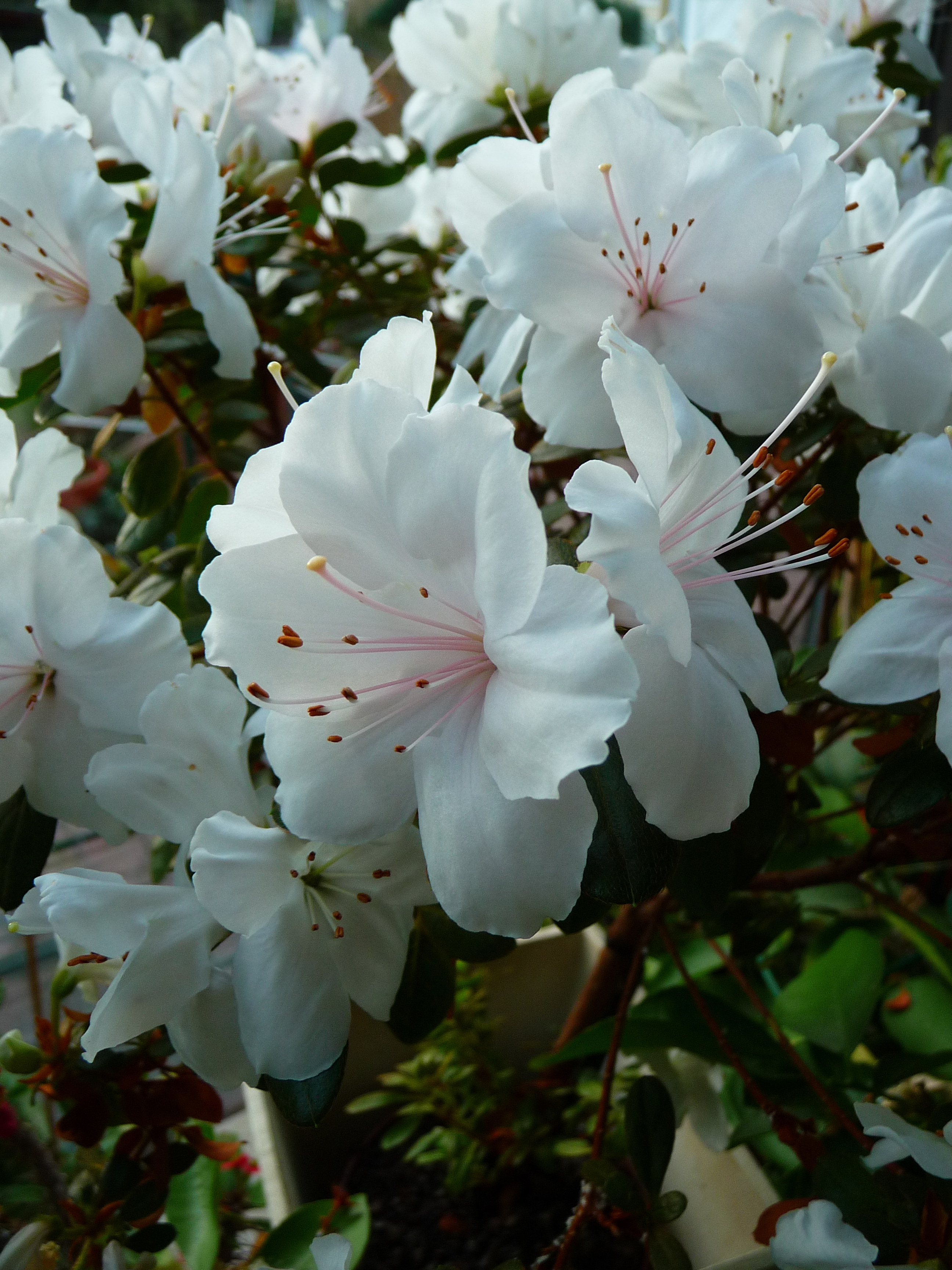
Weiß blühende Zimmerazalee

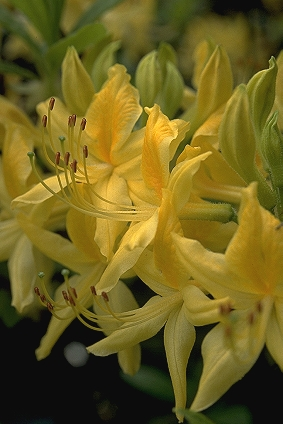
Azalee

Als Azaleen oder Azalien werden verschiedene Arten und Sorten der Gattung Rhododendron bezeichnet; es sind laubabwerfende oder kleinblättrige immergrüne Sträucher. Der Name der Azalee ist vom griechischen Wort azaléos für „trocken“ abgeleitet und bezieht sich vermutlich auf die holzigen Zweige der Pflanze. 

## Zimmerazaleen
Ursprünglich kommen die beiden als Zimmerpflanze kultivierten Arten aus China und Japan. In Europa ist die Indische Azalee (Rhododendron simsii) und etwas weniger oft die Japanische Azalee (Rhododendron japonicum) als Zimmerpflanze beliebt.
Die Zimmerazaleen sind hochgradig heterozygot und werden daher in der Produktion ausschließlich vegetativ (durch Stecklinge) vermehrt. Es sind alles Sorten, die bei einer Aussaat hunderte von Variationen ergeben würden, sie sind nicht „samenecht“, die einzelnen Sorten sind nur vegetativ zu erhalten. Nach dem Bewurzeln erfolgt das Topfen und Stutzen, um verzweigte Pflanzen zu erzielen. Meistens wird im Sommer im Freien oder unter Folie kultiviert. Vor den ersten Frösten müssen die Töpfe in beheizte Gewächshäuser gestellt werden. Dort werden sie kühl – frostfrei – weitergepflegt. Je nach Sorte werden sie dann zu unterschiedlichen Terminen zur „Treiberei“ in wärmere Gewächshäuser gestellt. Bis zur knospigen Ware werden sie in Spezialgärtnereien kultiviert. Das Treiben geschieht oft in kleineren und/oder vielseitigeren Gartenbaubetrieben.
Im Zimmer wollen die Azaleen einen möglichst kühlen Raum – je kühler, desto länger blühen sie. Wichtig ist, sie nicht völlig austrocknen zu lassen.
Von Rhododendron simsii wurden hunderte Sorten gezüchtet, von Rhododendron japonicum etwas weniger. Das normale gärtnerisch angebaute Sortiment umfasst allerdings weniger als 50 Sorten.
Die Zimmerazaleen blühen von September bis April mit einfachen und gefüllten Blüten in Weiß-, Rosa- und Rottönen.

## Gartenazaleen
Als Gartenazaleen werden vor allem die sommergrünen Arten Rhododendron molle und Rhododendron luteum (Synonym Rhododendron flavum, früher Azalea pontica) verwendet. Nur Rhododendron-Arten, die im Winter blattlos sind, werden Gartenazaleen genannt, alle anderen nennt man Rhododendron.
Die Gartenazaleen blühen von Mai bis Anfang Juni, die beiden genannten Arten in Gelb- und Orangetönen; Rhododendron luteum zeigt außerdem eine schöne Herbstfärbung der Blätter.

## Arten
- Pontische Azalee (Rhododendron luteum)
- Japanische Azalee (Rhododendron japonicum)
- Gartenazalee (Rhododendron molle)
- Fünfblättrige Azalee (Rhododendron quinquefolium)
- Indische Azalee (Rhododendron simsii)